# Империализм свободной торговли
«Империализм свободной торговли» — академическая статья Джона Галлахера и Рональда Робинсона, опубликованная в журнале «The Economic History Revew» в 1953 году. Статья стала своеобразной вехой в дискуссии об империализме XIX века, порождённой публикацией книги Джона Гобсона «Империализм: исследование», и сосредоточенной в то время, в основном, на экономических аспектах эпохи. Статья Галлахера/Робинсона ввела в активный научный оборот термины «неформальная/формальная империя» и придала дискуссии новое направление.

## Суть
Главный тезис состоял в том, что новая волна имперской экспансии, набиравшая силу с 1880-х годов, есть продолжение долгосрочной стратегии, основанной на принципах свободной торговли, при которой неформальный контроль над заморской торговлей («неформальная империя») был выгоднее формального, юридически закреплённого («формальная империя»), и предпочитался до тех пор, пока позволяли обстоятельства. Статья не только оживила интерес к теории «Нового империализма», но и косвенно способствовала формированию «кембриджской школы историографии».

## Возражения
В научном обзоре дискуссий о «новом империализме», развивавшихся в конце XX-го века, историк Мартин Линн (англ. Martin Lynn) утверждает, что Галлахер и Робинсон «преувеличивали». По его мнению, Великобритания той эпохи достигла своей цели — всесторонне обеспечить свои экономические интересы. Однако более высокая цель — создание системы 'расширенного воспроизводства британского общества' через переливы свободных ресурсов экономически и культурно связанных регионов — достигнута не была. Причины, по его мнению, следующие:

цель реформировать весь мир посредством свободной торговли и её расширения за рубежом диктовалась, скорее, неуместным оптимизмом британских политиков и их узким взглядом на мир, чем верной оценкой реалий середины XIX-го века …. объёмы торговли и инвестиций… которые британцы могли поддерживать в ту эпоху, были по-прежнему ограничены…. Местные экономики и элиты искусно сдерживали возможности британского бизнеса; различные ограничения для предпринимателей-иностранцев, низкая покупательная способность местного населения, эластичность местного производства, преимущества местных предпринимателей и т. п., складываясь вместе, сильно затрудняли развитие «неформальной» британской экспансии.— англ. «British Policy, Trade, and Informal Empire in the Mid-Nineteenth Century», Martin Lynn, 1999

## Применение
Идея «империализма свободной торговли», согласно которой государства со «свободной экономикой» используют неформальный контроль для расширения своего экономического влияния, привлекала и неомарксистов, пытавшихся с её помощью исправить недостатки ранних марксистских интерпретаций капитализма.
Идея использовалась, также, в дискуссиях о внешней политике США.

## Дальнейшее чтение
- Cain, Peter J., and Antony Gerald Hopkins. British Imperialism: Innovation and Expansion 1688—1914 (Routledge, 2014)
- Gallagher, John and Ronald Robinson. "The Imperialism of Free Trade, " The Economic History Review (August 1953) 6#1 pp 1-15, doi:10.1111/j.1468-0289.1953.tb01482.x in JSTOR
- Platt, D. C. M. «The Imperialism of Free Trade: Some Reservations», The Economic History Review, New Series, Vol. 21, No. 2 (Aug., 1968), pp. 296—306
- Darwin, John. "Imperialism and the Victorians: The Dynamics of Imperial Expansion, " English Historical Review (1997) CXII#447 pp. 614-42, doi:10.1093/ehr/CXII.447.614
- Gjersø, Jonas Fossli. «The Scramble for East Africa: British Motives Reconsidered, 1884-95», The Journal of Imperial and Commonwealth History (2015) Vol. 43, No. 5, pp. 831-60. doi:10.1080/03086534.2015.1026131